# 85e Infanteriedivisie (Wehrmacht)
De 85e Infanteriedivisie (Duits: 85. Infanterie-Division) was een Duitse infanteriedivisie tijdens de Tweede Wereldoorlog. De divisie werd vrij snel na zijn oprichting overgebracht naar het Normandische front en leed daar zware verliezen. In augustus 1944 moest de divisie dan ook mee in de Duitse terugtocht aan het westelijk front. Rond de Belgisch/Nederlandse grens, begin september 1944, organiseerde de divisiecommandant de Kampfgruppe Chill. Deze gevechtsgroep ter grootte van een divisie bewees zijn waarde in de gevechten in Brabant in september – november 1944. Later kwam de divisie nog in actie aan bij Roermond en in het Hürtgenwald.

## Krijgsgeschiedenis

### Oprichting
De 85e Infanteriedivisie werd opgericht op 2 februari 1944 bij O.B. West door Wehrkreis XII als onderdeel van de 25. Welle. Het Grenadier-Regiment 1053 kwam hierbij voort uit het pas opgerichte Grenadier-Regiment 1024. 

### Westelijk front
De divisie was inzetbereid vanaf mei 1944 en verplaatste zich daarom naar vlak bij de Kanaalkust bij Crécy-en-Ponthieu. Na de geallieerde landingen in Normandië bleef de divisie vooreerst op zijn plaats en kreeg pas op 31 juli marsbevel. Pas vanaf 9 augustus 1944 nam de divisie een stuk frontlijn over, van de 12. SS-Panzer-Division Hitlerjugend. Vijf dagen later startten de Canadezen hun Operatie Tractable en de divisie lag vol in de opmarsrichting. Het verzadigingsbombardement van de RAF leidde tot extreem zware verliezen en de daarop volgende aanval nog meer. Een week later werd de Duitse terugtocht ingezet en de divisie was nog maar een schim. Alle infanterie was samengebald in het Grenadier-Regiment 1053 als Kampfgruppe Dreyer. De terugtocht bracht de divisie over de Seine en al op 29 augustus weer terug bij Abbeville. Generalleutnant Kurt Chill kreeg daar bevel een Kampfgruppe te vormen, samen met de resten van de 84e en 89e Infanteriedivisies. Daarna ging het verder terug door België (tegen deze tijd beschikte de divisie nog over 1534 man) en het eindigde voorlopig op 3/4 september bij Turnhout. Chill begon daarop meteen energiek om alle Duitse troepen die terugtrokken te verzamelen en onder zijn hoede te brengen en creëerde daarmee de Kampfgruppe Chill.

### KampfgruppeChill
Noot: In het oorlogsdagboek van het 88e Legerkorps werden verschillende vermeldingen door elkaar geplaatst. Soms 85. I.D. soms Kampfgruppe Chill (85. I.D.), soms Div. Kampfgruppe Chill (85. I.D.). Op de officiële Duitse Lagekarten bleef de vermelding steeds “85”.
De eerste vermeldingen onder de naam Kampfgruppe Chill doken op rond 5 september 1944 (Chill beschikte toen over zo’n 2400 man) en rond 10 september 1944 was de naam vaststaand. Tegen deze tijd keerden ook de staven van de 84e en 89e Infanteriedivisies terug naar de Heimat. Al snel kreeg de Kampfgruppe sPzJgAbt 559 toegewezen als gepantserde component plus enkele parachutisten eenheden (zoals FJR 6 en I./FJR 2), waardoor Chill veel meer slagkracht kreeg. Gevechten rond Leopoldsburg en Geel volgden en daarna bij het Kanaal Bocholt-Herentals. Na het begin van de geallieerde Operatie Market Garden was de divisie in actie aan de westzijde van de zich vormende saillant en speelde daar gedurende 10 dagen een voorname rol door meerdere malen de verbindingsroute naar het noorden af te snijden. Op 27 september werd Chill verantwoordelijk voor de frontsector tussen Schijndel en ’s-Hertogenbosch. Maar al op 1 oktober volgde een verplaatsing naar Goirle. Vanaf dat moment waren de kernsegmenten de Kampfgruppen Dreyer en Von der Heydte. Op 8 oktober ging het grootste deel van de Kampfgruppe naar de gevechten bij Woensdrecht en speelde daar (met de al aanwezige Sturmgeschütz-Brigade 280) een beslissende rol om de Canadezen de toegang tot Zuid-Beveland te versperren. Tijdens Operatie Pheasant kreeg Chill nog versterking van Sturmgeschütz-Brigade 667, maar moest toch langzamerhand terugtrekken voor de druk van het 1e Britse Legerkorps. Tegen 4 november waren de laatste delen van de Kampfgruppe bij Willemstad over het Hollandsch Diep gebracht. Die bleef daar tot 17 november en vertrok toen naar Duitsland. Van 20 tot 24 november was de Kampfgruppe rond Wezel en vervolgens vanaf 25 november op de oostelijke Maasoever bij Roermond. 

### Weer als 85e Infanteriedivisie
Op 7 december 1944 verliet Chill de divisie en die stond daarna weer volledig bekend als 85e Infanteriedivisie. De divisie wisselde op 12 december naar een sector in het Hürtgenwald. Op 7 februari 1945 verliet uiteindelijk FJR 6 de divisie om zich bij de 2e Parachutistendivisie te voegen. Vanaf 1 maart 1945 werd de divisie in de Amerikaanse Operatie Lumberjack aangevallen, opgejaagd en grotendeels vernietigd. Tot 15 maart konden kleine restanten zich in redding brengen over de Rijn.

### Heroprichting en definitief einde
Met een bevel van 29 maart 1945 moest de divisie op Oefenterrein Döberitz op korte termijn heropgericht worden als divisie van de 35. Welle. De divisiestaf, de verbindingsdienst en het bevoorradingsregiment kwamen vanuit de oude divisie. Om de basis van de regimenten te vormen, kreeg de divisie de III. en IV./Volks-Artillerie-Korps 412, de Panzerjäger-Kompanie 1185, de 3./Panzerjäger-Abteilung 185 en de overblijfselen van infanterieregimenten 1053 en 1054.
Echter, op 4 april 1945 werd deze divisie alweer ontbonden en gebruikt voor de oprichting van Infanteriedivisie Potsdam, vier dagen later.

## Bovenliggende bevelslagen
| Legerkorps         | Leger              | Legergroep     | Plaats/regio    | Begin               | Eind                 |
| ------------------ | ------------------ | -------------- | --------------- | ------------------- | -------------------- |
| in oprichting      | 15. Armee          | Heeresgruppe D | Noord-Frankrijk | februari 1944       | mei 1944             |
| direct onder bevel | 15. Armee          | Heeresgruppe B | Noord-Frankrijk | mei 1944            | begin augustus 1944  |
| 81e Legerkorps     | 5. Panzerarmee     | Heeresgruppe B | Normandië       | 9 augustus 1944     | begin september 1944 |
| 88e Legerkorps     | 1. Fallschirmarmee | Heeresgruppe B | Brabant         | 6 september 1944    | 23 september 1944    |
| 67e Legerkorps     | 15. Armee          | Heeresgruppe B | Brabant         | 23 september 1944   | 17 november 1944     |
| direct onder bevel | 1. Fallschirmarmee | Heeresgruppe B | Wezel, Roermond | 20 november 1944    | medio december 1944  |
| 74e Legerkorps     | 15. Armee          | Heeresgruppe B | Aken            | medio december 1944 | medio februari 1945  |
| 74e Legerkorps     | 5. Panzerarmee     | Heeresgruppe B | Aken            | medio februari 1945 | maart 1945           |

## Commandanten
| Rang                                      | Naam           | Begin            | Eind            |
| ----------------------------------------- | -------------- | ---------------- | --------------- |
| Generalleutnant                           | Kurt Chill     | 10 februari 1944 | 7 december 1944 |
| Oberst vanaf 30 januari 1945 Generalmajor | Helmut Bechler | 7 december 1944  | 15 maart 1945   |
| Oberst der reserve                        | Erich Lorenz   | 15 maart 1945    | 4 april 1945    |

Oberst Bechler was al vanaf 22 november 1944 m.st.F.b. (= mit der stellvertretenden Führung beauftragt = waarnemend commandant) en nam op 7 december 1944 definitief over van Chill. Hij raakte op 4 februari 1945 in het Hürtgenwald gewond

## Samenstelling
1944
- Grenadier-Regiment 1053
- Grenadier-Regiment 1055
- Artillerie-Regiment 185
- Divisie-eenheden met nr. 85

Kampfgruppe Chill (85. I.D.)

Vanaf ongeveer 5 september 1944 wisselde de samenstelling voortdurend, soms van dag tot dag. Twee vaste groepen kwamen echter voordturend voor, Kampfgruppe Dreyer en Kampfgruppe Von der Heydte. De sterkte schommelde voortdurend tussen zes en tien bataljons.
maart/april 1945
- Grenadier-Regiment 1053
- Grenadier-Regiment 1054
- Grenadier-Regiment 1064
- Artillerie-Regiment 185
- Divisie-eenheden met nr. 85